# Dom von Lapua

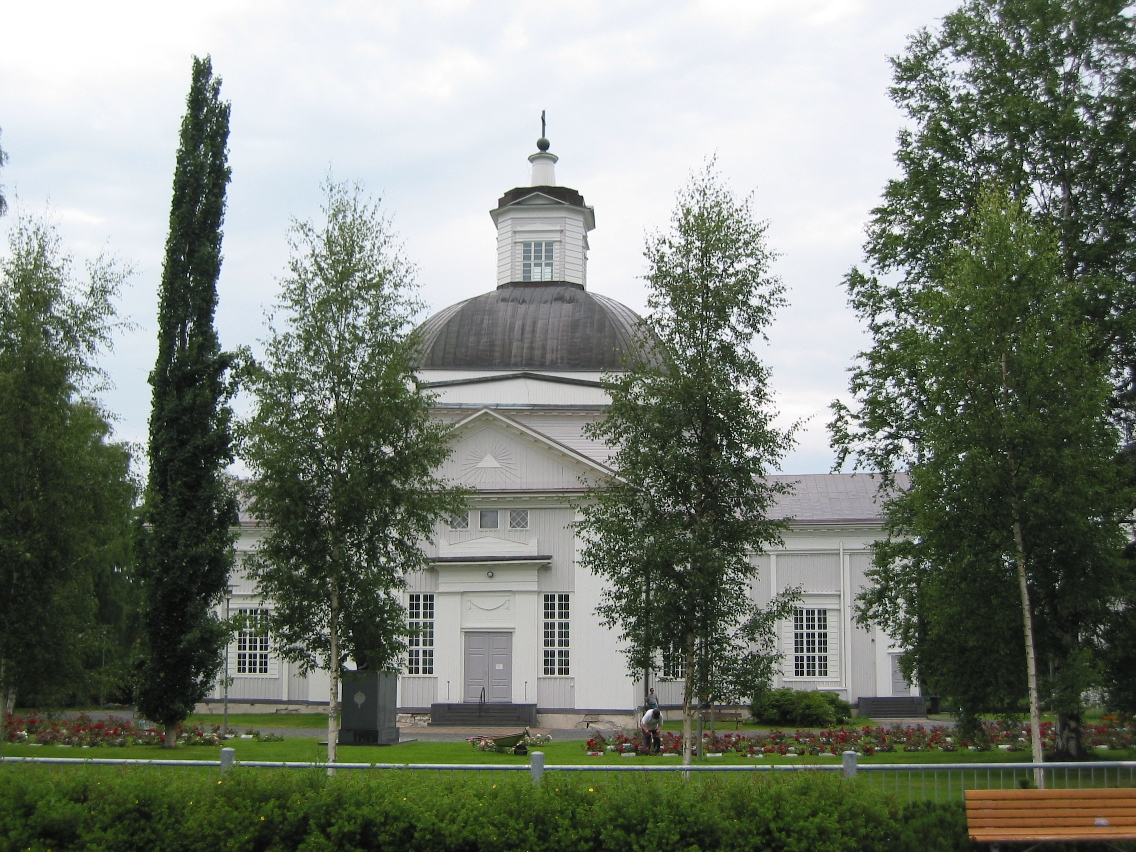
Der Dom von Lapua

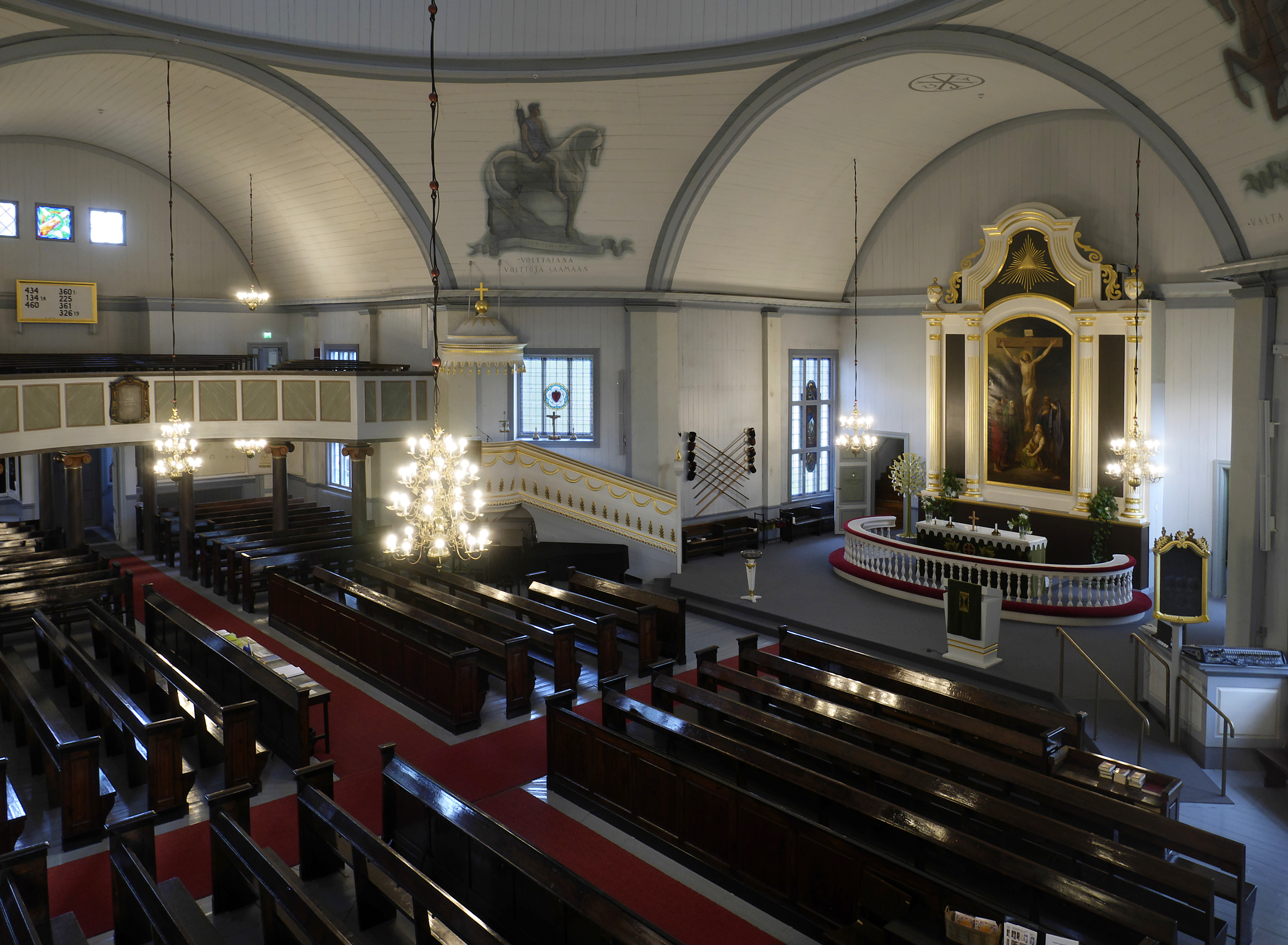
Innenraum

Der Dom von Lapua (finnisch: Lapuan tuomiokirkko) ist ein lutherischer Dom in der finnischen Stadt Lapua (schwedisch: Lappo).
Er wurde 1824 von Carl Ludwig Engel entworfen und unter Leitung des Kirchenbauers Heikki Kuorikoski 1827 fertiggestellt.

## Architektur
Der Dom wurde als Holzbau auf einem Kreuzgrundriss mit einer Kuppel und einem freistehenden Glockenturm errichtet.

## Ausstattung
Die Kirche beherbergt ein Altargemälde des Künstlers Berndt Godenhjelm aus dem Jahre 1845.

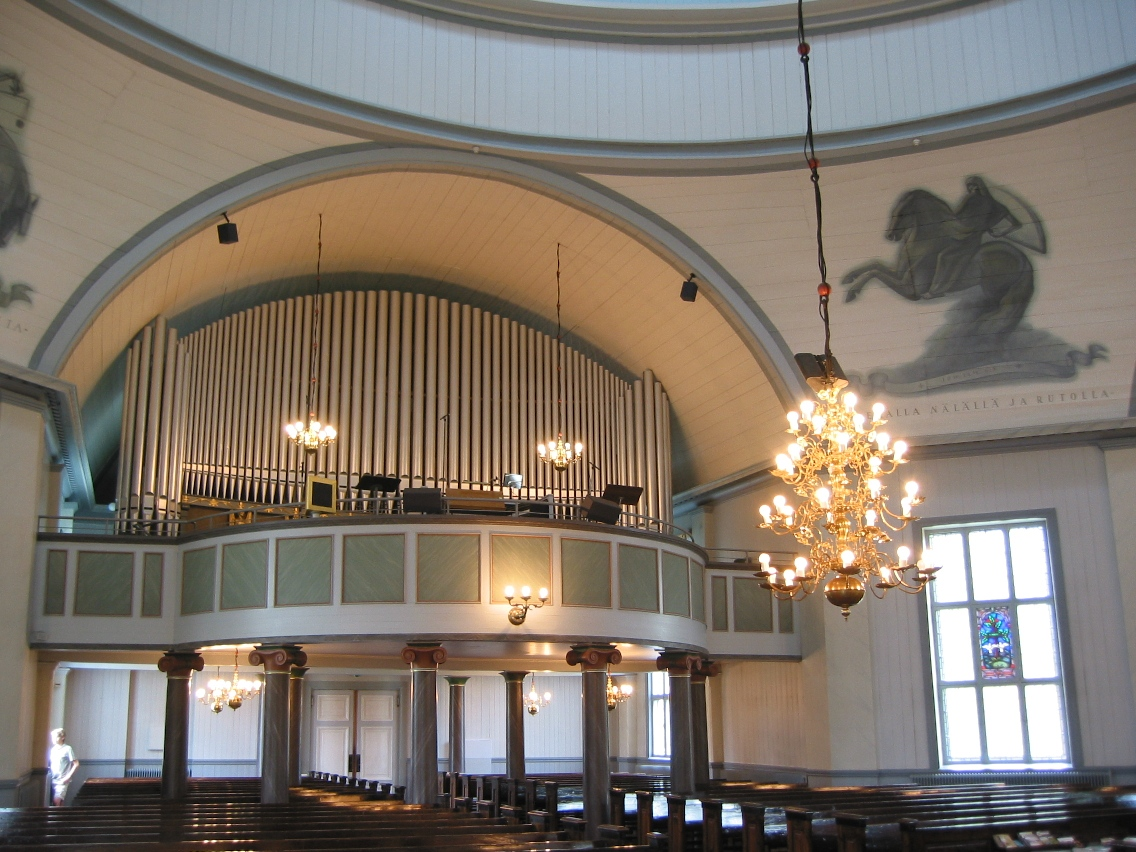
Prospekt der Orgel des Doms von Lapua

Außerdem steht in der Kirche die größte Kirchenorgel Finnlands. Das Instrument wurde 1938 erbaut und hat 88 Register (6.666 Pfeifen) auf fünf Manualwerken und Pedal. Eine Besonderheit ist das Fernwerk, ein kleines Orgelwerk, welches hinter dem Altargemälde untergebracht ist.
| I. Hauptwerk C–a3 |        |
| Principale        | 16’    |
| Flauto camino     | 16’    |
| Ottava            | 08′    |
| Flauto            | 08’    |
| Bordone           | 08’    |
| Cornocamoscio 0   | 08′    |
| Ottava            | 04′    |
| Corno notte       | 04′    |
| Flauto dolciano   | 04′    |
| Ottava            | 02′    |
| Flautino          | 02′    |
| Sesquialtera II   | 02 ⁄3′ |
| Quarta II         | 02 ⁄3’ |
| Mixtura VI        | 02′    |
| Tromba            | 08′    |

| II. Manualwerk C–a3 |         |
| Bordone conico      | 16′     |
| Salicionale         | 08’     |
| Quintadena          | 08′     |
| Principale          | 04’     |
| Flauto traverso     | 04′     |
| Corno camoscio      | 04′     |
| Quinta conica       | 02 ⁄3′  |
| Ottava              | 02’     |
| Bordoncino          | 02’     |
| Terza               | 01 3⁄5′ |
| Quinta              | 01 3⁄5′ |
| Flauto cuspido      | 01′     |
| Mixtura IV-V        | 01 3⁄5′ |
| Cimbalo III         | 01⁄4′   |
| Sorduna             | 16′     |
| Cromorne            | 08′     |
| Regale              | 04′     |
| Tremolo             |         |

| III. Manualwerk C–a3 |        |
| Bordone amabile 0    | 16’    |
| Principale minore    | 08’    |
| Flauto traverso      | 08’    |
| Flauto camino        | 08′    |
| Ottavaminore         | 04′    |
| Flauto               | 04’    |
| Quintadena           | 04′    |
| Voce celeste II      | 04’    |
| Quinta               | 02 ⁄3′ |
| Ottava minore        | 02’    |
| Flauto ottaviante    | 02′    |
| Campanella III       | 02 ⁄3’ |
| Acuta V-VII          | 01′    |
| Cimbalo III          | 01⁄4′  |
| Dolciano             | 16′    |
| Tromba               | 08′    |
| Oboe                 | 08′    |
| Clarino              | 04′    |
| Tremolo              |        |
| Celesta              | 04′    |

| IV. Manualwerk C–a3 |         |
| Principale          | 08′     |
| Corno notte         | 08′     |
| Unda maris II       | 08’     |
| Nasardo             | 05 1⁄3′ |
| Ottava              | 04′     |
| Flauto camino       | 04′     |
| Terza conica        | 03 1⁄5′ |
| Ottava              | 02’     |
| Flauto ottaviante   | 01′     |
| Cornetto III-VIII   | 08’     |
| Bombarda            | 16′     |
| Tromba armonica 0   | 08′     |
| Corno inglese       | 08′     |
| Cornoarmonico       | 04′     |
| Tremolo             |         |

| Fernwerk C–a3    |       |
| Bordone          | 8′    |
| Principale       | 4′    |
| Corno camoscio 0 | 2′    |
| Mixtura          | 1 ⁄3′ |
| Vox mystica      | 8′    |

| Pedalwerk C–f1         |         |
| Subbasso               | 32′     |
| Principale             | 16’     |
| Corno camoscio         | 16′     |
| Subbasso               | 16′     |
| Bordone amabile (III)0 | 16′     |
| Bordone eco            | 16′     |
| Ottava                 | 08′     |
| Bordone                | 08′     |
| Quinta                 | 05 1⁄3′ |
| Ottava                 | 04′     |
| Flauto conico          | 04′     |
| Corno notte            | 02′     |
| Mixtura VIII           | 02 ⁄3′  |
| Cimbalo III            | 01′     |
| Fagotto                | 32′     |
| Trombone               | 16′     |
| Dolciano (III)         | 16′     |
| Eufonio                | 08′     |
| Clarinetto             | 04′     |
| Musetta                | 02′     |
| Celesta                | 04′     |
| Celesta                | 02′     |

- Koppeln: II/I, III/I, III/II, IV/I, IV/II, IV/III, I/P, II/P, III/P, IV/P
- Anmerkungen

(III) = Transmission aus dem III. Manualwerk
1. ↑  Durchschlagendes Register.
2. 1 2  Fernwerk, hinter dem Altar.

## Friedhof
Auf dem Domfriedhof befinden sich mehrere Denk- und Ehrenmäler des Künstlers Yrjö Liipola zum Gedenken der Gefallenen des Finnischen Bürgerkriegs 1917/18 sowie der Kriege von 1939 bis 1944.